# 邪教の神
『邪教の神』（じゃきょうのかみ）は、推理小説作家の高木彬光が1956年に発表した短編推理小説。名探偵神津恭介のシリーズの一編であり、クトゥルフ神話でもある。特に、日本最初のクトゥルフ神話作品として知られる。『小説公園』1956年2月号と3月号に掲載された。
1956年（昭和31年）の時点では、日本ではラヴクラフトの名前もクトゥルフ神話も知られていなかった。そのため、執筆経緯がわかっておらず、東雅夫は江戸川乱歩経由での成立を推測している。
1994年に、日本の作家陣による最初のクトゥルフ神話作品集『クトゥルー怪異録』に再録され、クトゥルフ神話作品として再注目される。同書にて（1956年の状況を述べた後に）「そうしたなかで、かくも本格的かつ独創的な形でクトゥルー神話を扱った作品がいちはやく誕生していたとは、まさに驚異の一語につきよう。日本クトゥルー神話史の原典ともいうべき、記念碑的作品である」と紹介されている。
東雅夫は「記念すべき日本最初のクトゥルー神話作品は、驚くなかれ探偵・神津恭介物のミステリーだった!?　呪物ホラーめいた展開が一転して謎解き推理に変じ、さらに結末に至って、ふたたび超自然の妖気を漂わせる構成が見事である。」と解説している。
「チュールー」はクトゥルーだが、強い独自アレンジがなされたものとなっている。

## あらすじ
| 「                                   | その像は、高さ一尺五寸ぐらい、黒い堅木に刻まれていた。男か女か、その性別もはっきりしない裸体の、腰のあたりに、何か薄物をまとったような姿だが、その黒い石をはめこんだ両眼には、なんともいえない邪悪な意図が満ち満ちているように思われた。髪のまわりに、まるで宝冠か何かのように、まるい珠がいくつもならんでいた。手の指は、両方ともに七本ずつ……。 | 」 |
| — （『クトゥルー怪異録』、66頁より） | |    |

195X年のある夜、酒に酔った村上清彦は、古道具屋で奇怪な木像を入手する。友人の紹介で訪問に来た前田譲治は、その神像は太平洋に沈んだ古代大陸で崇拝された「チュールー神」であると熱弁し、買い取りたいと言う。清彦が断ると、前田は呪いの言葉を吐き捨てて去る。翌日、清彦は他殺死体となって発見され、邪神像は消えていた。
警察の取り調べに対し、前田は平然と「彼は神を冒涜したので、自分が殺した」と述べる。事件が発生した時刻、彼は遠く離れた京都におり、「神の力で距離を飛び越えて清彦を殺して戻った」のだと言う。さらに前田は、清彦が死んだのだから神像を自分が貰いたいと言い出すが、被害者宅から神像が消えたと聞くと困惑する。
数日後、前田は第一発見者の勤務先である商事の社長室に乗り込んで追い出される。駆けつけた神津恭介と倉持警部が社長の金原に事情を尋ねると、前田は金原が神像を持っていると思い込んでいたという。その後、金原社長が惨殺され、警察が社長宅を捜索すると、邪神像が発見される。
恭介の推理によって事件は解決する。だが、凶行は邪神像の魔力に影響されたものではないか。さらに邪神像は行方不明となり、不穏さを後に引きつつ物語は幕を下ろす。

## 主な登場人物
- 神津恭介 - 東京大学の法医学助教授にして、名探偵。36歳。博識で、チュールー神についてもある程度知っていた。
- 倉持警部 - 東京警視庁の警部。村上清彦殺害事件を捜査する。
- 村上清彦 - 被害者。遺産で生活し、古物収集を趣味とする。邪教の神像を入手した後に殺される。
- 村上滋子 - 容疑者の一人。清彦の夫人。女給あがり。
- 犬山直樹 - 容疑者の一人。美術研究家。容姿端麗の美男子。清彦の友人であり、前田に清彦を紹介した。アリバイがある。
- 飯島敏男 - 容疑者の一人。商事の課長。第一発見者。清彦とは面識がなかった。
- 前田譲治 - 容疑者の一人。米国生まれ。チュールーを狂信する奇人。完璧なアリバイがあり、かつ自分が清彦を殺したと主張する。
- 金原雄策 - 商事の社長であり、飯島の上司。古物収集家。前田の訪問を受けた後に殺される。
- 金原鎮枝 - 雄策の夫人。
- チュールー - 邪教の神像。シンガポールの秘密神殿で祀られていたが、戦争で日本軍に持ち去られたものと推測されている。信者たちは、人間離れした魔力を与えられ、死後は海底に行き不滅の生を得ると信仰している。キリスト教の視点からは邪教とされ、悪魔に魂を奪われるとみなされている。

## 収録
リストは『秘神界歴史篇』（2002年）より。
- 1956年『小説公園』1956年2月号・3月号
- 1958年2月『原子病患者 神津恭介探偵小説全集5』和同出版社
- 1975年7月『妖婦の宿 高木彬光名探偵全集3』立風書房
- 1978年10月『邪教の神』角川文庫
- 1983年3月『出獄 名探偵・神津恭介シリーズ15』光風社出版
- 1988年10月『死美人劇場 神津恭介傑作推理4』春陽文庫
- 1994年8月『クトゥルー怪異録』学研ホラーノベルズ
- 2000年9月『クトゥルー怪異録』学研M文庫